# 圣奥梅尔卡佩勒
圣奥梅尔卡佩勒（法語：Saint-Omer-Capelle，法語發音：[sɛ̃.t‿ɔmɛʁ kapɛl]）是法国上法蘭西大區加来海峡省的一个市镇，属于圣奥梅尔区。

## 地理
圣奥梅尔卡佩勒（50°56'21"N, 2°6'3"E）面积10.69 平方千米，位于法国上法蘭西大區加来海峡省，该省份为法国北部沿海省份，西北濒北海，南至索姆省，东临北部省。
与圣奥梅尔卡佩勒接壤的市镇（或旧市镇、城区）包括：瓦普拉日、欧德吕克、圣福尔坎、旧埃格利斯。

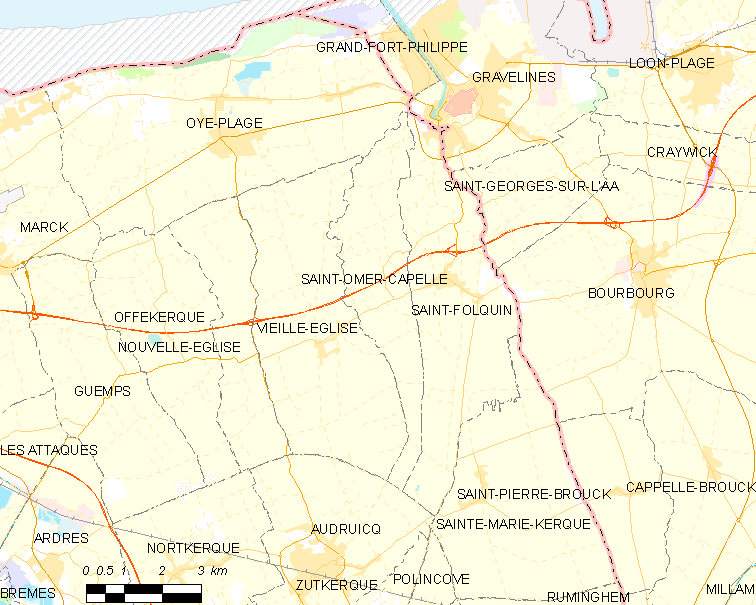
圣奥梅尔卡佩勒的OSM定位图

圣奥梅尔卡佩勒的时区为UTC+01:00、UTC+02:00（夏令时）。

## 行政
圣奥梅尔卡佩勒的邮政编码为62162，INSEE市镇编码为62766。

## 政治
圣奥梅尔卡佩勒所属的省级选区为马克县。

## 人口

1962-2008年间圣奥梅尔卡佩勒人口变化图示

圣奥梅尔卡佩勒于2022年1月1日时的人口数量为1100人。